# 死屍死時四十四
《死屍死時四十四》（英語：Over My Dead Body）是2023年一部香港黑色喜劇電影，何爵天執導，毛舜筠、鄭中基、黃又南、余香凝、呂爵安、楊偉倫、劉江、黃文慧、胡麗英領銜主演，柳應廷、陳漢娜、李尚正、張滿源主演。
本片獲香港電影發展基金融資760萬，並獲選為第18屆大阪亞洲電影節開幕電影，第25屆台北電影節「亞洲稜鏡」單元。
。

## 劇情
在一個尋常晚上，杜志銘夫妻與外母在家門前發現了一具赤裸男屍。為免單位變成凶宅令樓價大跌，一家人決定合力處理，將屍體嫁禍鄰居。同層有銀髮族陳生陳太、未婚婦Mary姐、性格火爆的張氏父子和一個神秘的吸煙女。一梯四伙十一個活人，為著一個死人扭盡六壬，天亮前，他們只能求同存異，合作把屍體運出大廈.....

## 演員表
| 演員   | 角色             | 介紹 |
| ------ | ---------------- | --- |
| 毛舜筠 | 蘇文鳳           | 杜志銘之外母 鍾定堅、鍾小瀅之母 杜小妤之外婆 「臨海峯」14A住客 初不願借款給女兒與女婿搬出「臨海峯」，後同意           |
| 黃又南 | 杜志銘           | 阿銘 鍾小瀅之夫 杜小妤之父 蘇文鳳之女婿 物流司機 「臨海峯」14A住客 希望外母借款讓其與妻女搬出「臨海峯」               |
| 余香凝 | 鍾小瀅           | 杜志銘之妻 杜小妤之母親 蘇文鳳之女兒 鍾定堅之妹 兼職化妝師，前空姐 「臨海峯」14A住客 希望母親借款讓其搬出「臨海峯」   |
| 楊偉倫 | 鍾定堅           | 杜志銘之大舅 鍾小瀅之兄 蘇文鳳之子 杜小妤之舅父 「臨海峯」14A住客                                                     |
| 劉映汝 | 杜小妤           | 杜志銘、鍾小瀅之女 蘇文鳳之外孫女 「臨海峯」14A住客                                                                   |
| 鄭中基 | 張就             | Bear 張子儀之父 的士司機 「臨海峯」14D住客 妻子於七年前出走另結新歡                                                   |
| 呂爵安 | 張子儀           | 大圍美斯 張就之子 「臨海峯」14D住客 足球員及足球導師 與父親關係疏離                                                   |
| 劉江   | 陳寶龍           | Boron 陳李惠珠之夫 「臨海峯」大廈業主立案法團財務 「臨海峯」14B住客 退休前為教師 把「死屍」抬到天台後心臟病發離世     |
| 黃文慧 | 陳李惠珠         | Betty 陳寶龍之妻 「臨海峯」14B住客 退休前為教師 虔誠基督信徒                                                          |
| 胡麗英 | 謝美麗           | Mary姐 「臨海峯」14C住客 違反大廈契約飼養犬隻 飼養一名為「細佬」的犬隻，皈依法號「無量」 被中介欺騙以為其菲傭來自泰國 |
| 陳漢娜 | 素素             | 阿俊之女友，後為其妻 「臨海峯」13A住客 結婚前一天偶遇眾人，助眾人把「死屍」搬出「臨海峯」 打算婚後搬遷                |
| 柳應廷 | 阿俊             | 黃大仙尼馬 于素素之男友，後為其夫                                                                                       |
| 張滿源 | 施先生           | 「臨海峯」15A住客 「死屍」，搬入時被黃蜂螫傷，但並無死去                                                              |
| 李尚正 | 李寶安           | 「臨海峯」大廈保安 |
| 麥沛東 | 肥仔             | 「臨海峯」大廈保安 |
| 陳詠燊 | 龐牛大師         | 友情客串 |
| 潘恆生 | 素素之父親       | 友情客串 |
| 莊韻澄 | 張就之妻子       | 友情客串 |
| 鄧麗英 | 姊妹團           | 友情客串 |
| 蔡曉童 | 姊妹團           | 友情客串 |
| 李亦喬 | 姊妹團           | 友情客串 |
| 程人富 | 婚禮攝影師       | 友情客串 |
| 關浩傑 | 兄弟團           | 友情客串 |
| 朱柏熹 | 兄弟團           | 友情客串 |
| 姚澤汶 | 兄弟團           | 友情客串 |
| 林海峰 | 大廈樓盤廣告旁白 | 聲音演出 |
| 陳果   | 成哥             | 車行老闆 特別演出 |

## 電影歌曲
| 曲序 | 曲目               |        | 作曲   | 编曲   | 製作人 | 主唱   |
| ---- | ------------------ | ------ | ------ | ------ | ------ | ------ |
| 1.   | 鹹魚遊戲（主題曲） | 黃偉文 | 崔展鴻 | 崔展鴻 | 崔展鴻 | 柳應廷 |

## 製作

### 選角
本片部份演員來自不同電影作品，分別是《闔家辣》（鄭中基及呂爵安）、《阿媽有咗第二個》（毛舜筠及柳應廷）和《正義迴廊》（楊偉倫、麥沛東及莊韻澄）。

### 拍攝
本片2022年5月21日舉行開鏡儀式，6月中完成拍攝並舉行煞科宴。毛舜筠2022年初由加拿大返港拍戲，因香港實施地區性熔斷機制，搞到一直滯留當地，最終決定經泰國返港，但繞道返港亦出事，指自己因為計錯隔離日子，抵達曼谷機場也無法上機。所以電影終於拍畢，毛姐非常感觸。

## 奬項
| 年份 | 颁奖典礼             | 奖项             | 入圍者 | 结果 |
| ---- | -------------------- | ---------------- | ------ | ---- |
| 2024 | 第42屆香港電影金像獎 | 最佳男配角       | 李尚正 | 提名 |
| 2024 | 第42屆香港電影金像獎 | 最佳服裝造型設計 | 黃家寶 | 提名 |

## 備註
1. ↑  截至2023年12月24日

## 外部連結
- 死屍死時四十四的Facebook專頁
- 死屍死時四十四的Instagram帳戶
- 香港影庫上《死屍死時四十四》的資料（繁體中文）
- 豆瓣电影上《死屍死時四十四》的資料 （简体中文）
- 时光网上《死屍死時四十四》的資料（简体中文）
- 互联网电影数据库（IMDb）上《死屍死時四十四》的资料（英文）